# ذات الرئة المسبب بالغبار

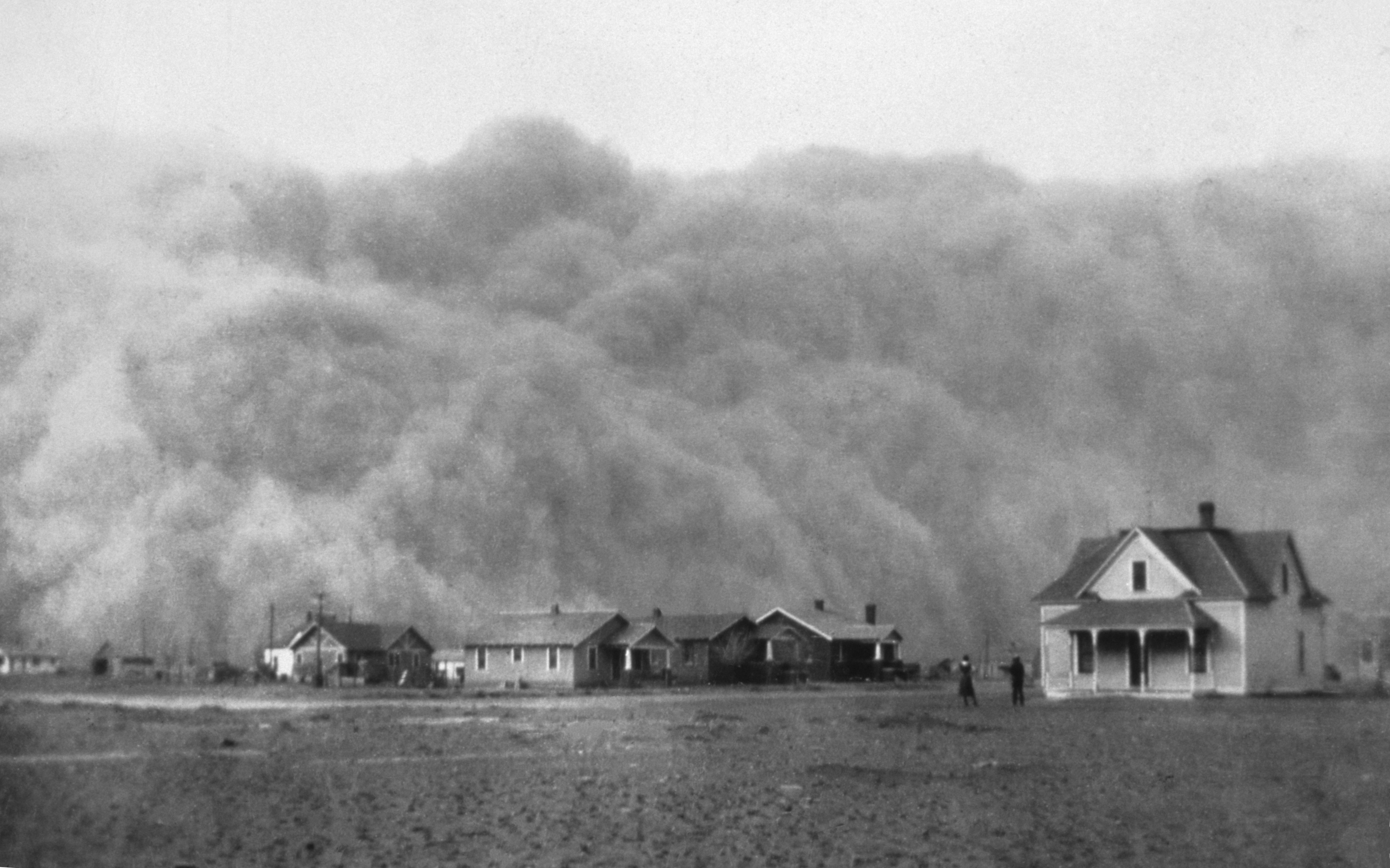
عاصفة رملية في تكساس عام 1935.

ذات الرئة المسبب بالغبار (بالإنجليزية: Dust pneumonia)‏ هو مصطلح يستخدم للتعبير عن التعرض المستفيض للعواصف الرملية، خاصة خلال قصعة الغبار في الولايات المتحدة. وقد قام بعض الفنانين بعمل أعمال فنية ترتبط به مثل وودي ويلسون صاحب أغنية (Dust Pneumonia Blues).
ذات الرئة المسبب بالغبار هو أحد أنواع ذات الرئة ويحدث عندما تكون الرئة مليئة بالغبار وتلتهب الحويصلات الهوائية، حيث أن الغبار يمنع الأهداب من التحرك وتمنع الرئة من تنظيف نفسها. من أعراضه حمى شديدة وألم صدر وضيق النفس وسعال.
الكثير توفوا نتيجة لهذا المرض، لكن لا توجد احصاءات رسمية منشورة لعدد الوفيات في السهول الكبرى خلال عقد 1930، علما أن المتطوعين في الصليب الأحمر وزعوا آلاف الأقنعة الواقية من الغبار خلال تلك الفترة. مجلس الصحة في ولاية كنساس ذكر في نيسان 1935 أن 17 شخصا توفوا بسبب ذات الرئة المسبب بالغبار.